# 無聲夜
《無聲夜》（英語：Silent Night）是一部2023年美國動作片，由吴宇森執導，喬爾·金納曼主演。全片無對白；劇情講述一位悲傷的父親打算在一晚對一支無情的幫派實施醞釀許久的報復。本片為吴宇森繼《記憶裂痕》（2003年）後相隔二十年推出的首部美國作品。《無聲夜》2022年4月在墨西哥城展開主要拍攝，2023年12月1日在美國上映。

## 演員
- 喬爾·金納曼飾演布萊恩·古洛克（Brian Godluck）
- 卡迪小子飾演丹尼斯·瓦塞爾警探（Detective Dennis Vassel）
- 哈羅德·托雷斯（英语：Harold Torres）飾演普拉亞（Playa）
- 卡塔琳娜·桑地诺·莫雷诺飾演莎雅·古洛克（Saya Godluck）

## 製作

### 發展
《寂靜之夜》是導演吴宇森繼《記憶裂痕》（2003年）後睽違多年重返好萊塢之作；全片無對白。據2021年10月的報導，喬爾·金納曼確認擔任主演。2022年4月，卡迪小子、哈羅德·托雷斯和卡塔琳娜·桑地诺·莫雷诺加入演出陣容。馬可·貝爾特拉米被聘來為電影配樂作曲。2023年3月，製片人艾瑞卡·李（Erica Lee）證實全片無對白：
電影的確沒有對白，只有一些環境和背景的噪音以及諸如收音機之類的嘰嘰喳喳；但電影確實很棒，我迫不及待地想讓你看看。當我收到並閱讀的另一份待售劇本時想，「這要麼是天才之舉，不然就是災難一場，不會有別的下場」，這肯定取決於執行。我的意思是，吴宇森能處理得了，喬爾·金納曼可謂巨星，表現也很出色。

### 拍攝
電影2022年4月在墨西哥城展開主要拍攝。2022年3月，一名特效助理在墨西哥城的一次特技試運行中進行前期製作時受傷；他被車撞上後導致股骨骨折、肩膀脫臼。劇組2022年5月17日宣告殺青。

## 發行
2023年9月，獅門宣布獲得《無聲夜》的美國發行權，定檔2023年12月1日在院線上映。

## 反響
《無聲夜》在爛番茄網站上根據114篇評論而持有58%的新鮮度，平均評分為5.7／10；該網站共識：「《無聲夜》再次證明即使是吳宇森的二流表現，如果動作戲足夠紮實，便無需太多對白，也值回票價。」在Metacritic上，電影根據28位影評人，獲得53分（滿分100分），代表「褒貶不一的評價」。

## 外部連結
- 互联网电影数据库（IMDb）上《無聲夜》的资料（英文）